# Зигмунт Крумгольц
Зигмунт Крумгольц (пол. Zygmunt Krumholz; нар. 1 березня 1903, Черніхув, Польща — пом. 1941, Самбір) — польський футболіст єврейського походження, виступав на позиції нападника.

## Клубна кар'єра
У 17-річному віці перейшов до «Ютженки» (Краків), а три роки по тому, в матчі проти «Краковії» зіграв свій 100-й матч за команду. 18 квітня 1927 року в програному (1:6) поєдинку проти львівських «Чарні» відзначився першим голом «Ютженки» в офіційних турнірах. У сезоні 1927 року відзначився 17-ма голами. За період 1920 по 1927 рік (за винятком нетривалого періоду часу в 1924 році, проведеного в «Самсоні» (Тарнув)), проведеного в «Ютженці» (Краків) став найкращим бомбардиром в історії клубу. Після цього грав у львівській «Гасмонеї». Футбольну кар'єру завершив у складі краківського «Маккабі», кольори якого захищав з 1931 по 1935 рік.
У 1941 році вбитий в єврейському гето на Львівщині.

## Кар'єра в збірній
Єдиний матч у футболці національної збірної Польщі зіграв 14 травня 1922 року проти Угорщини (поляки поступилися в тому поєдинку з рахунком 0:3). Також викликався на матч проти Швеції, але просидів усі 90 хвилин на лаві запасних. У вересні 1922 році також повинен був відправитися разом з польською збірною на матч проти Румунії, через що отримав 3-річну дискваліфікацію від Польського футбольного союзу.
| Матчі Зигмунта Крумгольца за національну збірну | Матчі Зигмунта Крумгольца за національну збірну | Матчі Зигмунта Крумгольца за національну збірну | Матчі Зигмунта Крумгольца за національну збірну | Матчі Зигмунта Крумгольца за національну збірну | Матчі Зигмунта Крумгольца за національну збірну |
| №                                               | Дата                                            | Матч                                            | Рахунок                                         | Змагання                                        | Голи                                            |
| Як гравець «Ютженки» (Краків)                   | Як гравець «Ютженки» (Краків)                   | Як гравець «Ютженки» (Краків)                   | Як гравець «Ютженки» (Краків)                   | Як гравець «Ютженки» (Краків)                   | Як гравець «Ютженки» (Краків)                   |
| ----------------------------------------------- | ----------------------------------------------- | ----------------------------------------------- | ----------------------------------------------- | ----------------------------------------------- | ----------------------------------------------- |
| 1.                                              | 14-5-1922                                       | Польща - Угорщина                               | 0-3                                             | Товариський матч                                | 0                                               |